# Liskî, Novoukraiinka
Liskî (în ucraineană Ліски) este localitatea de reședință a comunei Liskî din raionul Novoukraiinka, regiunea Kirovohrad, Ucraina.

## Demografie
Componența lingvistică a localității Liskî
     Ucraineană (96,71%)
     Rusă (1,88%)
     Română (1,41%)
Conform recensământului din 2001, majoritatea populației localității Liskî era vorbitoare de ucraineană (96,71%), existând în minoritate și vorbitori de rusă (1,88%) și română (1,41%).